# Exoneura rhodoptera
Exoneura rhodoptera är en biart som beskrevs av Cockerell 1922. Exoneura rhodoptera ingår i släktet Exoneura och familjen långtungebin. Inga underarter finns listade i Catalogue of Life.